# Bert Bultinck
Bert Bultinck (Brugge, 1974) is een Belgisch journalist die werkt als hoofdredacteur en opiniejournalist.

## Biografie
Bultinck is doctor in de Germaanse taal- en letterkunde. Hij startte zijn journalistieke carrière als freelance journalist. Vervolgens ging hij aan de slag als 'chef opinie' bij De Morgen. In 2009 stapte hij over naar De Standaard, waar hij dezelfde functie vervulde. Later werd hij bij deze krant chef van de weekendkrant en vervolgens adjunct-hoofdredacteur. In november 2015 werd hij aangesteld als hoofdredacteur van Knack.
- Bibsys: 98051051
- Bibliothèque nationale de France: cb15633611j (data)
- CiNii: DA15296385
- International Standard Name Identifier: 0000 0000 3274 1787
- Library of Congress Control Number: n98090747
- Nationale Bibliotheek van Israël: 987007431862705171
- Nederlandse Thesaurus van Auteursnamen: 156339188
- Système universitaire de documentation: 092423426
- Virtual International Authority File: 17550110
- WorldCat: E39PBJrcpd9rFChMdqCVfJPbBP